# Schlacht bei Hard
Triesen · Hard · Bruderholz · Hallau · Schwaderloh · Frastanz · Calven · Dornach
Die Schlacht bei Hard westlich von Bregenz wurde am 22. Februar 1499 während des Schwabenkrieges zwischen Truppen des Schwäbischen Bundes und des römisch-deutschen Königs Maximilian I. und dem Heer der Schweizerischen Eidgenossenschaft ausgetragen. Das zahlenmässig unterlegene eidgenössische Heer siegte bei der ersten grossen Schlacht des Schwabenkriegs klar über die königlichen und schwäbischen Landsknechte.

## Verlauf
Die westlich von Bregenz lagernden Truppen des Schwäbischen Bundes und des römisch-deutschen Königs wurden am Morgen des 22. Februars 1499 vom vorrückenden eidgenössischen Heer angegriffen. Bei der ersten Begegnung der beiden Vorhuten wichen 1'200 Mann des Schwäbischen Bundes vor 400 Eidgenossen auf ihr befestigtes Lager zurück, worauf letztere die auf einen Kampf nicht vorbereitete schwäbische Hauptmacht von angeblich 10'000 Mann attackierten. Gleich darauf griff der eidgenössische Gewalthaufen ein. Nur einige schwäbische Geschütze kamen zum Feuern, dann begann schon die allgemeine Flucht. Trotzdem fielen angeblich nur fünf Geschütze in die Hand der Eidgenossen. Bei der Flucht der schwäbischen Truppen wurden über 2'200 Gegner von den Eidgenossen erschlagen, darunter auch viele Bürger oberschwäbischer Reichsstädte. Unter der Beute waren die Fahnen von Ulm, Ravensburg und des Abtes von Salem.